# Pešca
Pešca (en serbe cyrillique : Пешца) est un bourg du nord-est du Monténégro, dans la municipalité de Berane.

## Démographie

### Évolution historique de la population
| 1948 | 1953 | 1961 | 1971 | 1981  | 1991  | 2003  |
| ---- | ---- | ---- | ---- | ----- | ----- | ----- |
| 278  | 292  | 413  | 938  | 1 167 | 1 557 | 1 721 |